# Економіка Люксембургу
Економіка Люксембургу є стабільною і процвітає, рівень безробіття нині становить приблизно 3 %. Повоєнна історія економіки пов'язана з металургійною галуззю і поступовим, але досить болісним процесом її заміни сектором фінансових послуг.
Залізняк у Люксембурзі був відкритий у 1850 році. Ця дата вважається датою народження металургійної галузі, з якою пов'язаний стан економіки більшої частини XX століття. Незважаючи на спад у 1980-х роках, металургія як і раніше забезпечує найвищу зайнятість і 25 % експортних доходів. Після війни уряд вирішив змінити курс економіки. Щоправда, як і в більшості розвинутих країн, послуги розвивалися саме від промислового виробництва. Таким чином, у країні почався бум фінансових послуг, якому значною мірою допомогли податкові ходи. У Люксембурзі налічується понад 12 тис. холдингових компаній, а також 1300 інвестиційних фондів і 220 банків. Крім того, існує сектор випуску європейських облігацій.
Невеликі розміри та розташування країни стали причиною її тісної інтеграції з сусідами. З 1921 року Люксембург підтримує тісне співробітництво з Бельгією, а після Другої світової війни до цього союзу приєдналися Нідерланди, в результаті чого утворився Бенілюкс. Це об'єднання стало прототипом Європейського Союзу.
У 1995 році валовий внутрішній продукт (ВВП) оцінювався в 17,1 млрд дол., або 44 172 дол. з розрахунку на душу населення (проти 26 556 дол. у Бельгії і 43 233 дол. у Швейцарії). Виходячи з паритету купівельної спроможності, витрати населення Люксембургу становили на кожного мешканця 16 827 дол. (у США — 17 834 дол.). Річне зростання ВВП на початку 1990-х років у середньому становило 5,5 %, що набагато вище середнього показника для країн — членів ЄС.
У 1997 році в країні відзначено найвищий у світі показник ВВП на душу населення — 44,2 тис. доларів.

## Промисловість
Основою економіки Люксембургу у другій половині XX століття була металургійна промисловість експортного напряму. У 1970-х роках у промисловості створювалося понад 70 % валового національного продукту і було зайнято близько 50 % населення країни. 1979 року у Люксембурзі було вироблено 3,8 млн т чавуну і близько 5 млн т сталі. Протягом багатьох десятиліть Люксембург посідав перше місце у світі за виробництвом сталі на душу населення. Біля південного кордону Люксембургу є багаті родовища залізняку, що належать до просторого Лотаринзького басейну. У 1970 році тут було видобуто приблизно 5,7 млн тонн руди, але виробництво швидко скорочувалося і остаточно було згорнуте на початку 1997 року. Тоді ж була зупинена остання доменна піч. Сталеливарне виробництво в останні роки працювало на імпортній руді, яка ввозилася в основному з Франції. На частку сталі в 1952 р. припадала третина ВВП, а у 1994-му — лише 6 %. За період з 1974 р. до 1990 р. випуск сталі скоротився з 6,4 млн т до 3,5 млн т, а виробництво чавуну знизилося вдвічі. Основний сталеливарний концерн АРБЕД, заснований у 1911 році, був найбільшим промисловим підприємством країни. Зараз сталеливарне виробництво переорієнтоване на використання брухту як сировини і переплавку в електропечах.
В економіці Люксембургу важливе значення приділяється створенню телекомунікаційних мереж і виробництву аудіо- та відеотехніки. Виробляються хімічні продукти, машини, пластмаси, тканини, скло, порцеляна. Багато нових підприємств створено великими фірмами США. Для іноземних компаній привабливим фактором є те, що місцеві робітники знають кілька мов.
Майже вся енергія, що споживається в Люксембурзі, імпортується, включаючи нафту, природний газ, кам'яне вугілля.

## Сільське господарство
Приблизно чверть території Люксембургу обробляється, ще одна чверть зайнята під луками і пасовищами. Основні галузі сільського господарства: м'ясо-молочне тваринництво і зернокормове рослинництво.
Середні розміри ферм у Люксембурзі невеликі — приблизно 7 га, на більшості з них практикується змішане господарство. Ґрунти бідні, піщані, для підвищення їх родючості вносяться фосфорні добрива, побічний продукт металургійного виробництва. Основні культури — картопля, пшениця, овес, ячмінь, жито і конюшина на насіння. Вирощується також виноград; у долині Мозеля виробляються якісні білі вина. Зростає потреба в імпорті продовольчого зерна і окремих видів кормового зерна. Врожаї сільськогосподарських культур значно нижчі, ніж у Бельгії і Нідерландах. Сільське господарство країни отримує субсидії від держави і ЄС для підтримання стабільного рівня цін і прямих виплат фермерам. У 1995 році на частку сільського господарства припадало 1,1 % ВВП і 2,7 % загальної кількості зайнятих (проти 5,4 % у 1980-му). Хоча економіка країни значно виграла від участі у Бельгійсько-Люксембурзькому економічному союзі та в митному союзі Бенілюксу, сільське господарство не було модернізоване на рівні інших галузей економіки.

## Фінанси
Банківська справа і фінансові послуги стали основним видом економічної діяльності, який у 1995 році концентрував 31,9 ВВП і 9,2 % зайнятих. Люксембург — один з фінансових центрів Європи. У 1995 році тут знаходилися представництва 220 іноземних банків, які залучалися ухваленими наприкінці 1970-х років найсприятливішими в ЄС законами про банківську діяльність, що гарантували збереження таємниці внесків. Проте гармонізація законів у країнах ЄС, проведена в 1993 році, дещо нівелювала переваги Люксембургу перед іншими країнами Союзу. У 1992 році сумарні авуари фінансових організацій Люксембургу зросли до 376 млрд доларів. У 1994-му в країні діяло 12 289 холдингових компаній.
У Європі Люксембург посідає друге місце після Лондона за кількістю банків (220 банків). Можливо, приватний банківський капітал у Люксембурзі є найбільшим у Європі. Місцева біржа спеціалізується на статутних фондах, більшість з яких зареєстрована в країні, а їхні акції — у торговому лістингу біржі.

## Зовнішня торгівля
Зовнішня торгівля Люксембургу пов'язана із зовнішньою торгівлею Бельгії, і Національний банк Бельгії здійснює міжнародні операції Люксембургу. Держава значною мірою залежить від зовнішньої торгівлі. Більша частина промислової продукції йде на експорт, причому третину становлять метали і готові вироби.
Люксембург повністю імпортує енергоносії для промисловості — кам'яне вугілля і нафту; ввозяться також автомобілі, тканини, бавовна, продовольство і сільськогосподарські машини. До середини 1970-х років торговельний баланс був позитивним, і надходження від експорту перевищували витрати на імпорт, але скорочення виробництва сталі істотно змінило баланс. У 1995 вартість експорту становила 7,6 млрд дол., а вартість імпорту — 9,7 млрд. Торговельний баланс зводиться за рахунок великих прибутків фінансового сектора. Основні зовнішньоторговельні партнери Люксембургу — країни ЄС.

## Транспорт і зв'язок
Транспорт Люксембургу відрізняється високим рівнем розвитку. Довжина мережі залізниць — 271 км, автомобільних шляхів — 5100 км. Основна меридіональна залізниця сполучена з лініями Франції і Бельгії, а широтна з'єднує лінії Німеччини і Бельгії. Єдиний аеропорт — Фіндель знаходиться за 5 км на схід від столиці.